# Caledoni
I Caledoni o Confederazione caledone erano un gruppo di tribù appartenente alla popolazione dei pitti, popolazione pre-celtica dell'Età del ferro che viveva in Caledonia, tradizionalmente delimitata a sud dai fiumi Forth e Clyde e corrispondente in gran parte all'odierna Scozia. Non si sa con quale nome loro chiamassero se stessi. Erano costruttori di fortezze collinari e contadini e furono perennemente in guerra coi Romani, che di fronte all'accanita resistenza di questo popolo, abbandonarono il progetto di occupare stabilmente i loro territori.

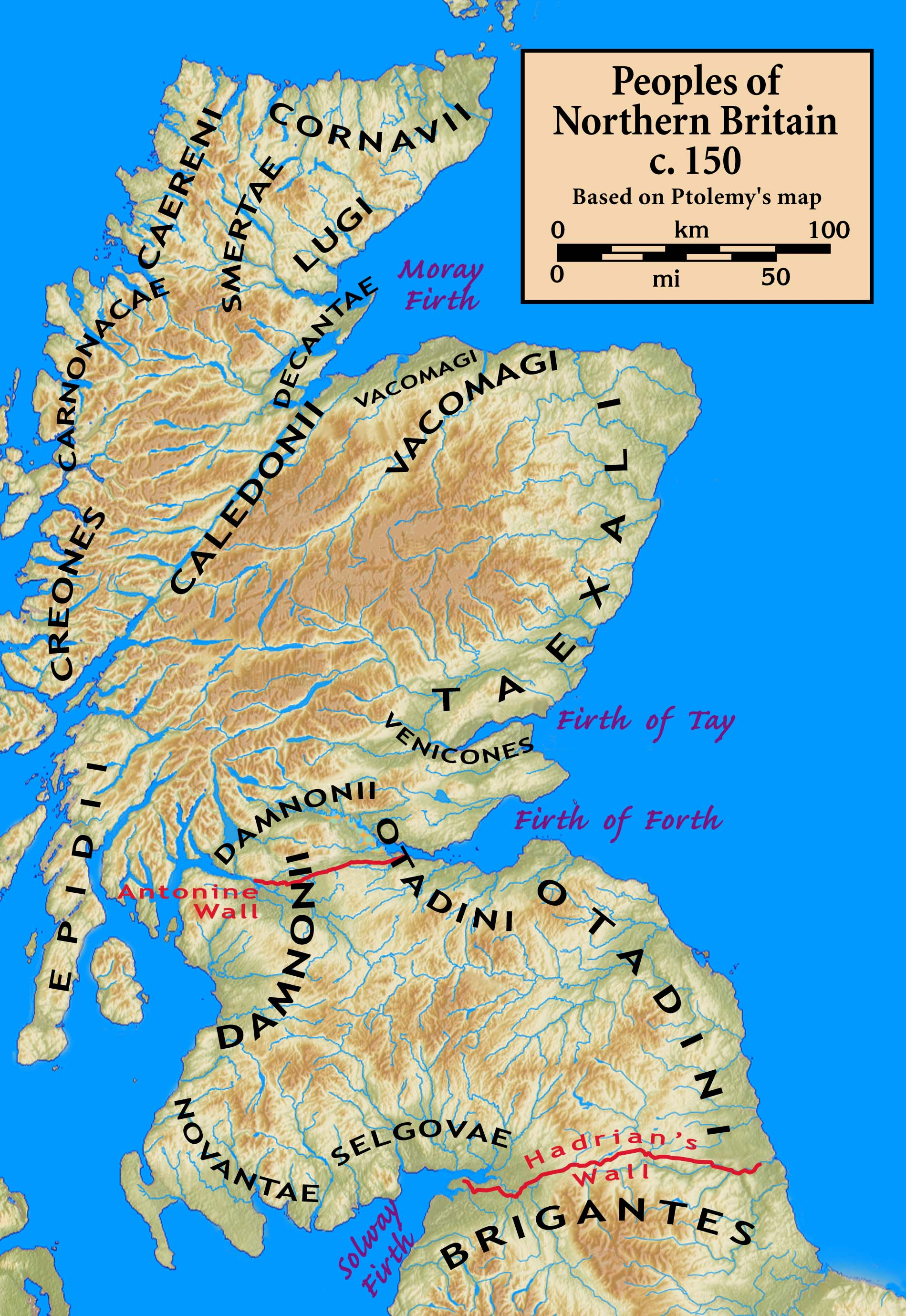
Mappa delle popolazioni stanziate nella Britannia del nord, basata sulla testimonianza di Tolomeo.

## Storia
Tacito parla di loro nell'Agricola e afferma che avevano capelli rossi e arti ampi e robusti. Egli racconta anche che nell'83 o nell'84 d.C. i Caledoni furono sconfitti dalle legioni di Gneo Giulio Agricola nella battaglia del Monte Graupio. Li guidava Calgaco. Ma visto che Tacito non utilizza per lui nessun appellativo del tipo re è probabile che i Caledoni non avessero un solo re ma più leader e che avessero scelto Calgaco per guidarli in occasione di questa battaglia. Nonostante la vittoria, i Romani non occuparono la Caledonia.
Nel 180, i Caledoni presero parte a un'invasione della provincia romana, sfondando il Vallo di Adriano e dilagando nelle terre a sud. Dopo alcuni anni, fecero la pace col governatore Ulpio Marcello. Dopo aver rotto il trattato, nel 197 d.C. i Caledoni attaccarono la frontiera romana insieme ai Meati e ai Briganti. Dopo la sconfitta dell'usurpatore Clodio Albino, il nuovo governatore romano della Britannia, Virio Lupo, fu costretto a comprare la pace dai Meati.
Nel 209, 210 e 211 prima Settimio Severo e poi Caracalla compirono azioni militari a nord del Vallo di Adriano, infliggendo delle sconfitte ai Caledoni. Alcuni studiosi pensano però che mentre Severo abbia ottenuto delle vittorie militari gloriose, conclusesi con delle conquiste territoriali, Caracalla si sia limitato a condurre campagne di devastazioni e massacri. Non tutti, però, concordano con quest'ipotesi.
Nel 305, Costanzo Cloro invase di nuovo le terre settentrionali della Britannia, anche se non si sa con precisione a quale risultato portò quest'azione militare.

## Usi e costumi
Secondo lo storico romano Cassio Dione Cocceiano, i Caledoni abitavano regioni montuose ai cui piedi si estendevano pianure paludose, dove i villaggi non erano fortificati ed i campi non risultavano coltivati. Vivevano invece di pastorizia, caccia e la raccolta di frutti, senza utilizzare la pesca che in quei mari sarebbe stata una fonte inesauribile. Vivono in capanne, nudi e scalzi, possiedono in comune le loro donne. Hanno una forma di governo democratico, ma vivono di saccheggi e di conseguenza scelgono i loro uomini più arditi come governanti. Vanno in battaglia su carri di piccoli dimensioni, trainati da cavalli molto veloci. Esistono anche reparti di fanteria, molto rapida nella corsa. Per le armi hanno scudi ed una lancia corta, con una specie di mela in bronzo fissato all'estremità della lancia, in modo che quando si scuote prima dello scontro armato, il nemico ne viene terrorizzato, oltre ad un pugnale. Possono sopportare fame e freddo e ogni tipo di disagio, perché si immergono nelle paludi, dove riescono a sopravvivere per numerosi giorni solo con la testa fuori dall'acqua, trovando nelle cortecce e nelle radici degli alberi dei boschi il loro sostentamento, cosa che impedisce loro di patire la fame o la sete.
Erodiano aggiunge che questo popolo, oltre ad abitare territori paludosi, poiché spesso inondati dal mare, è abituato a nuotare o guadare i fiumi, dal momento che sogliono andare in giro nudi, tanto che spesso i loro corpi si confondono con la natura che li circonda. Indossano ornamenti di ferro alla gola ed alla vita, e considerano il ferro simbolo di ricchezza, come se fosse oro. Hanno il loro corpo tatuato con disegni colorati rappresentanti molte specie di animali, per questo non indossano vestiti che ne nasconderebbero le decorazioni sui loro corpi. Sono estremamente selvaggi e bellicosi, seppure siano armati solo di una lancia ed uno scudo stretto, oltre ad una spada appesa con un nastro ai loro corpi nudi. Non usano elmi o corazze, considerandoli ingombri per attraversare le numerose paludi dei loro territori.
Non conoscendo la scrittura, i Caledoni non hanno lasciato documenti di sé e della loro civiltà e quasi tutto quello che sappiamo su di loro viene tramandato dai Romani.
Secondo lo storico Peter Salway, i Caledoni erano indigeni pitti misti a Britanni che erano scappati dall'occupazione romana della Britannia. A loro potrebbero essersi uniti nella lotta ai Romani anche le tribù della Scozia centrale dei Vacomagi, Tezali e Veniconi ricordate da Claudio Tolomeo. Quest'unione avrebbe dato vita a quella che le fonti storiche chiamarono "confederazione caledone". Va fatto notare sia che si discute se i Pitti fossero o meno britanni sia sul fatto che i Romani raggiunsero un accordo con la tribù britannica dei Votadini, che diedero vita a uno stato cuscinetto.